# Coprosma tenuicaulis
Coprosma tenuicaulis (Maori: hukihuki, Engels: swamp coprosma) is een plantensoort uit de sterbladigenfamilie (Rubiaceae). Het is een rechtopstaande bossige struik die tot 3 meter groot kan worden. De struik heeft lange dunne twijgen waaraan dunne ronde bladeren groeien. De struik heeft een zwarte bolvormige steenvrucht met paars vruchtvlees.
De soort komt voor in Nieuw-Zeeland, zowel op het Noordereiland als op het Zuidereiland. Hij groeit daar vooral in laaglandgebieden, in moerassen en op venige bodems. Verder groeit de soort ook in oeverbossen.